# Hugo Gotthard Bloth
Hugo Gotthard Bloth, ursprünglich Gotthard Hugo Theodor Bluth (* 4. Juni 1898 in Berlin; † 30. November 1986 in Münster) war ein deutscher evangelischer Theologe, Religionspädagoge und Historiker.

## Leben
Hugo Gotthard Theodor Bloth war der Sohn des Pfarrers Ernst Gotthard Bluth (1858–1903) und seiner Frau Marianne Emile Magarete, geb. von Bonin (1858–1935), Tochter des Rittergutsbesitzers und Parlamentariers Hugo von Bonin (1826–1893). Er besuchte das Gymnasium in Neustettin, nahm als Leutnant im 4. Garde-Regiment zu Fuß am Ersten Weltkrieg teil und wurde mit beiden Klassen des Eisernen Kreuzes ausgezeichnet. Anschließend studierte er in Berlin, Göttingen und Greifswald Evangelische Theologie und wurde im Berliner, Greifswalder und Göttinger Wingolf aktiv. Nachdem Bloth 1924 ordiniert worden war, wurde er Pfarrer in Demmin, 1927 in Verchen, 1931 an der Heiliggeist-Kirche in Stargard und 1936 in Neustettin.
1925 heiratete Bloth in Minden die Pfarrerstochter Elisabeth Marie Niemann. Das Paar hatte drei Söhne und drei Töchter, u. a. den späteren Theologen Peter C. Bloth.
Im Zweiten Weltkrieg diente er bis 1940 als Hauptmann der Reserve und dann als Kriegspfarrer in Prag. 1943 wurde er an der Deutschen Universität Prag mit einer Dissertation über Valerian von Magnis zum Dr. phil. promoviert. 1945 floh die Familie in den Westen. Nach dem Krieg leitete Bloth das Kirchlich-Pädagogische Seminar der Evangelischen Kirche von Westfalen. 1950 wurde er zum Professor an der Pädagogischen Akademie in Dortmund ernannt, wo er bis zu seinem Ruhestand 1963 lehrte. Er war Mitglied der Historischen Kommission für Pommern.
Sein Nachlass wird im Herder-Institut in Marburg aufbewahrt.

## Schriften (Auswahl)
- Jusquinus von Gosen (Stralsund 1628): Schauspiel. 1930.
- Der Kampf des Kapuziners Valerian Magni (1586–1661) gegen den Jesuitenorden. Prag 1943 (Diss.)
- Der Kampf um die Bibel von Lessing bis Karl Barth. Gladbeck 1949.
- Aus Adolph Diesterwegs Tagebuch 1818 bis 1822. Frankfurt a. M. 1956.
- Adolph Diesterweg. Sein Leben und Wirken für Pädagogik und Schule. Heidelberg 1966.
- Die Kirche in Pommern. Auftrag und Dienst der evangelischen Bischöfe und Generalsuperintendenten der pommerschen Kirche von 1792 bis 1919. Köln 1979, ISBN 978-3-412-03478-8.